# Sant'Aniano dei Ciabattini

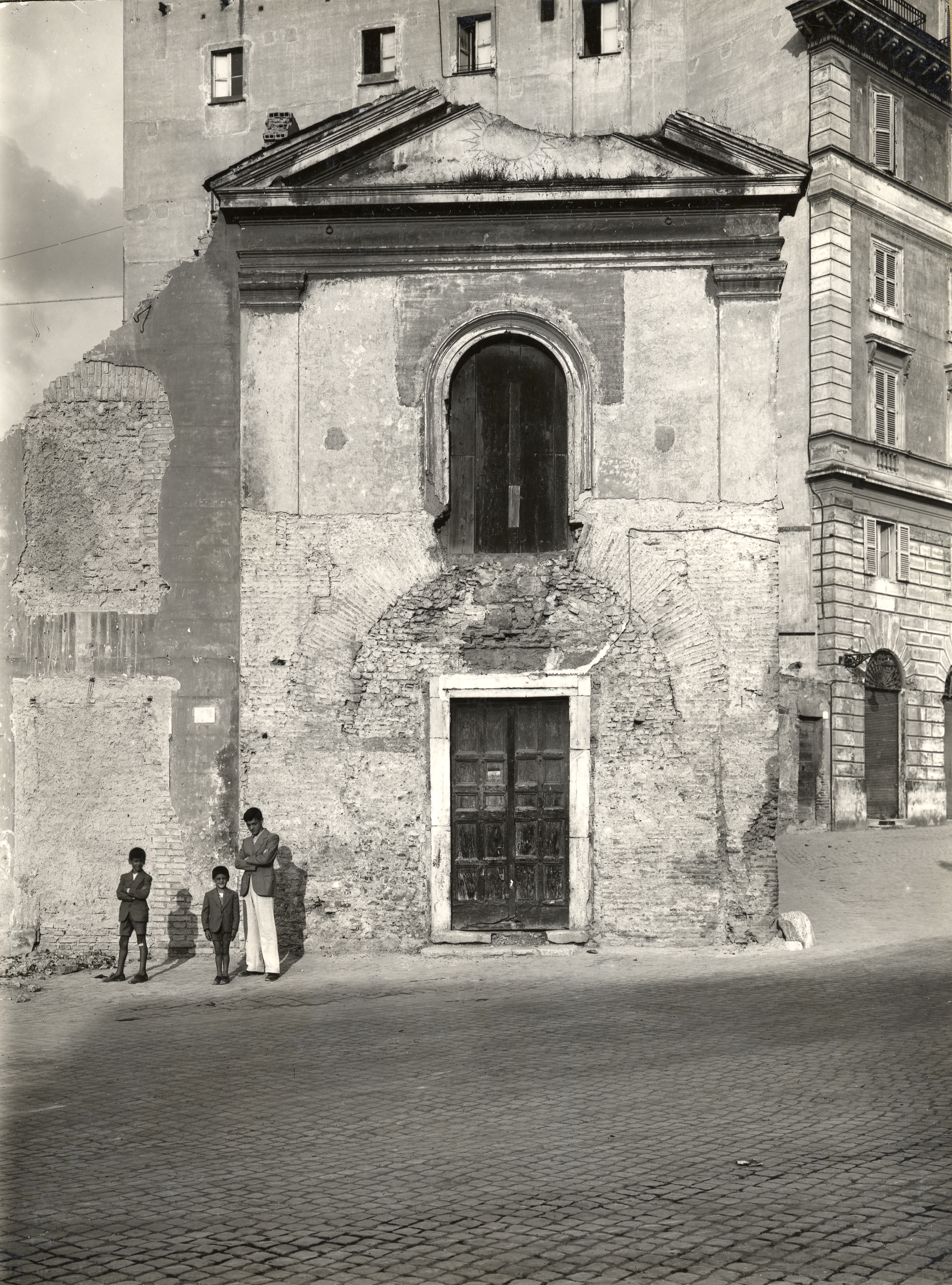
Fachada da igreja pouco antes da demolição, mostrando o péssimo estado de conservação no qual ela se encontrava.

Sant'Aniano dei Ciabattini, conhecida também como Sant'Anigro, era uma igreja de Roma que ficava localizada na antiga Strada delle Carrozze  (moderna Via Luigi Petroselli), no rione Ripa. Era dedicada a Santo Aniano de Orleães. O epíteto "ciabattini" é uma referência à guilda que mantinha a igreja.

## História
Esta igreja era originalmente dedicada a Virgem Maria com o nome de Santa Maria dal Martinelli, mas, para além disto, pouco se sabe sobre a história desta igreja. A presença de um brasão do papa Sisto V (r. 1471-1484) sobre o portal indicava que ele a havia restaurado durante seu pontificado. Em 1612, ela foi entregue à Compagnia degli Scarpinelli (ou Compagnia dei Lavarotori e Garzioni de' Calzolari), a guilda dos "jovens e garotos dos sapateiros", ou seja, dos ajudantes dos sapateiros. Mais tarde, os "ciabattini" — fabricantes de sandálias — também foram incluídos e daí o epíteto da igreja. Dois anos mais tarde, em 1614, os membros restauraram novamente a igreja e ela foi consagrada ao padroeiro da guilda, Santo Aniano de Orleães. 
Em 1805, a guilda se mudou e a igreja foi assumida pela Congregazione di Santa Maria del Pianto, uma confraria piedosa interessada em ajudar jovens garotas pobres que havia sido fundada na igreja de Santa Maria del Pianto no século XVIII. Eles a restauraram novamente dois anos depois, mas, já em 1819, se mudaram novamente para a vizinha San Giorgio in Velabro, mais adequada às suas necessidades. Aparentemente a igreja caiu em desuso, mas foi restaurada novamente pouco antes de 1839. Em uma lista de igrejas de Roma publicada no "Handbook to Christian and Ecclesiastical Rome" (A&C Black 1897) afirma que ela estava de volta nas mãos da confraria.
Depois da captura de Roma (1870), esta a igreja foi confiscada pelo estado italiano e a guilda foi obrigada a abandoná-la. O edifício foi desconsagrado e abandonado. Em 1936, a igreja e os edifícios vizinhos foram demolidos para permitir a construção do Ufficio Tecnico da Comuna de Roma, uma obra ligada ao programa do governo fascista de abrir a nova Via del Mare (moderna Via del Teatro di Marcello) ligando o Roma a Lido de Ostia.

## Descrição

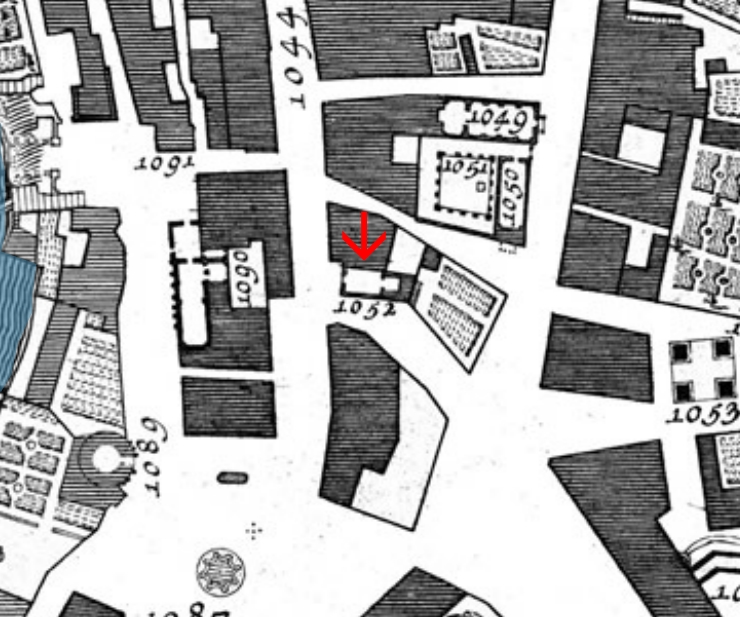
Posição no Mapa de Nolli (1052). Do outro lado da via, no 1090, está o Templo de Portuno.

A igreja ficava do lado leste da Strada delle Carrozze, para leste de Santa Maria Egiziaca (atualmente restaurado como "Templo de Portuno"). Seguindo em linha reta para leste atravessando a moderna  Via Luigi Petroselli partindo da segunda coluna da direita na lateral do templo está o que parece ser um antigo altar pagão numa pequena área com árvores e grama do lado norte do Fórum Boário. Ali ficava a entrada da igreja, que era minúscula.
O interior era retangular com uma abside externa de mesmo formato. As fontes antigas mencionam um par de colunas antigas decorando a fachada, mas elas já haviam sido removidas quando a igreja foi demolida. Nessa época, ela tinha um andar com um par de pilastras dóricas sustentando um entablamento e um frontão triangular. Na época da demolição, o alto deste frontão já havia desabado. O portal tinha um belo batente de mármore sem nenhuma outra decoração sobre o qual estava uma grande janela de topo curvo recuada no interior de uma cornija. O interior tinha uma nave simples e três baias.